# Diga di Seferihisar
La diga di Seferihisar è una diga della Turchia. Si trova nella provincia di İzmir.